# University of California, Hastings College of the Law
Het University of California, Hastings College of the Law, minder formeel bekend als Hastings, is een openbare rechtenfaculteit in het centrum van de Amerikaanse stad San Francisco, Californië. Hoewel verbonden met de University of California, wordt Hastings niet rechtstreeks bestuurd door de regenten van de University of California.
Opgericht in 1878 door Serranus Clinton Hastings, de eerste Chief Justice van Californië, was het de eerste rechtenfaculteit van de University of California en was het een van de eerste rechtenfaculteiten in het westen van de Verenigde Staten, evenals de oudste rechtenfaculteit in Californië. Hastings is een van de weinige prominente aan de universiteit verbonden rechtenfaculteiten in de Verenigde Staten die geen campus deelt met andere studenten of andere postdoctorale programma's van de universiteit.